# Minh Dụ lăng

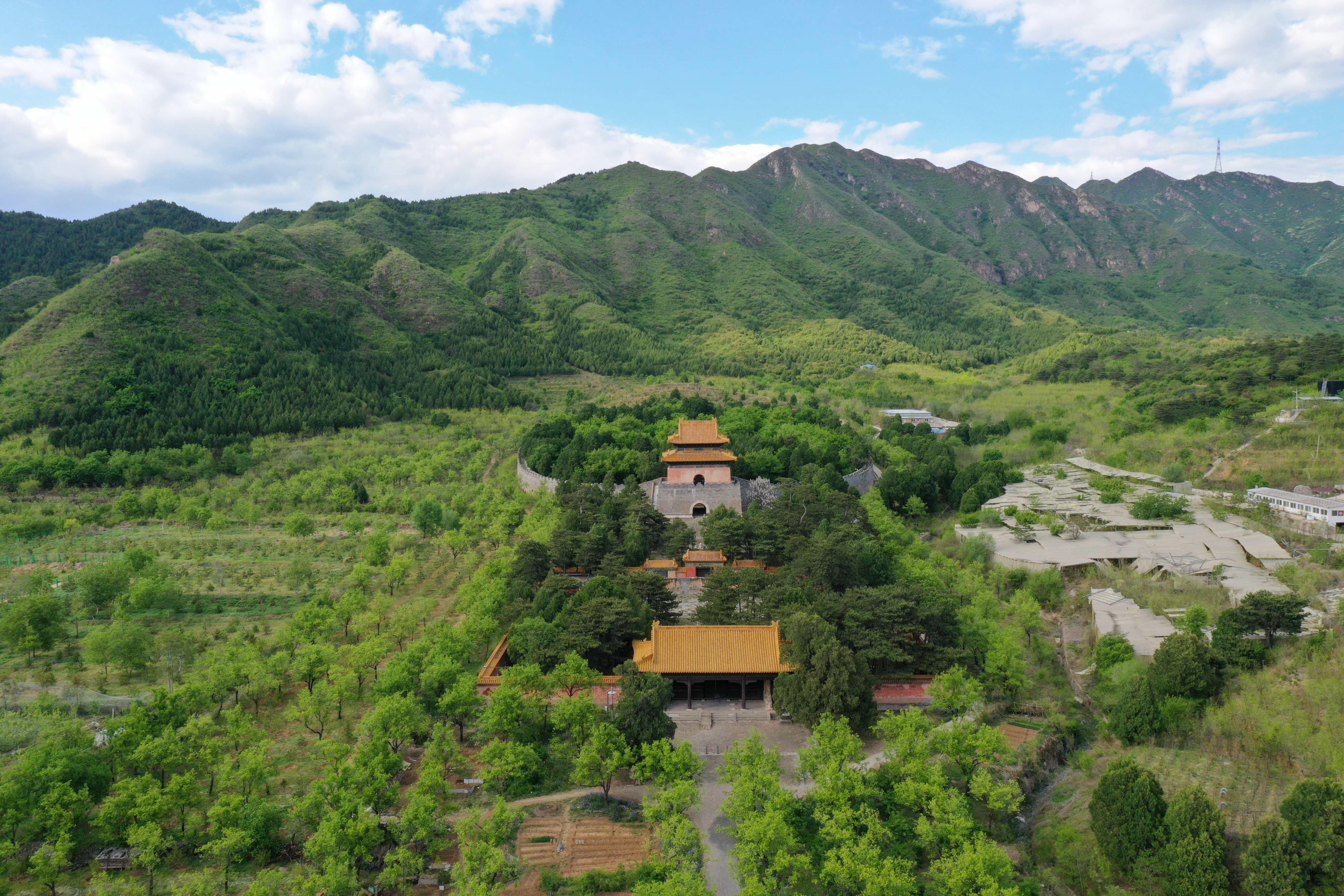
Toàn cảnh Minh Dụ Lăng

Dụ Lăng (裕陵) là nơi an táng Minh Anh Tông – Hoàng đế thứ sáu của nhà Minh trong lịch sử Trung Quốc.

## Vị trí
Tư lăng nằm ở chân núi phía nam núi Thạch Môn, phía tây núi Thiên Thọ thuộc phía tây nam khu lăng mộ, thuộc huyện Xương Bình, Bắc Kinh (Trung Quốc).

## Xây cất
Dụ Lăng được xây dựng vào ngày 29 tháng 2 năm 1464, sau ngày Anh Tông qua đời hơn 1 tháng. Thái giám Hoàng Phúc, Ngô Dực cùng Phủ Ninh bá Chu Vĩnh, Thượng thư Bộ Công Bạch Khuê, Thị lang Khoái Tường, Lục Tường làm Đốc công. Có khoảng hơn 8 vạn quân, dân và thợ mộc tham gia xây lăng.
Những người tham gia công trình như Khoái Tường, Lục Tường đều là người giỏi về xây dựng và nghề mộc. Khoái Tường được mệnh danh là "Khoái Lỗ Ban", còn Lục Tường luôn nổi tiếng vì những ý tưởng độc đáo.
Do có những người giỏi tham gia công trình, Dụ lăng được xây rất nhanh, chỉ gần 2 tháng. Ngày 8 tháng 5 năm 1464, thi hài Minh Anh Tông được đưa vào lăng. Ngày 12 tháng 6, toàn bộ công trình lăng. Tính tổng thời gian từ khi bắt đầu tới khi hoàn tất là gần 4 tháng.
Theo mô tả của Minh Hiến Tông thực lục thì Dụ lăng có thành trì Bảo sơn Kim Tỉnh 1 toà, một bức bình phong trước cổng; Minh lâu, Hoa môn lâu mỗi loại một tòa, mỗi tòa 3 gian, Hương điện 1 tòa 3 gian, bia đá rồng mây ngũ sắc thiếp vàng sơn đỏ một tấm, đài tế lễ một đài… đường thần lộ dài 538 trượng 7 thước, cung cấm cạnh tiền đường 5 gian, 3 gian xuyên đường, 5 gian hậu đường, nhà chái bên phải bên trái 12 gian, các nhà nghỉ và nhà bếp xung quanh 86 gian, một lầu trên cổng, 1 gian nhà sát cổng; cửa tường lớn nhỏ 25 cái, 8 gian nhà nhỏ, 1 giếng, 9 gian nhà nghỉ, 32 cọc buộc ngựa, mương lạch xung quanh sông dài 388 trượng 2 thước, 2684 gốc thông trồng xung quanh lăng.

## Qua thời gian
Dụ lăng được tu bổ vào năm 1785 - 1787 thời Thanh Cao Tông, kiến trúc tương đối giống Hiến Lăng.
Thời Trung Hoa Dân Quốc, điện Lăng Ân bị phá dỡ, cửa Lăng Ân bị thiêu cháy năm 1917. Hiện nay Lăng Ân đã trở thành di chỉ, còn những kiến trúc khác của Dụ lăng vẫn được bảo tồn khá tốt.